# Gor (stolica tytularna)
Gor (łac. Diocesis Goritanus) – stolica historycznej diecezji w Cesarstwie rzymskim w prowincji Afryka Prokonsularna, sufragania metropolii Kartagina. Współcześnie w Tunezji. Obecnie katolickie biskupstwo tytularne.

## Biskupi tytularni
| Lp. | Biskup               | Funkcja                                         | Od                | Do                |
| --- | -------------------- | ----------------------------------------------- | ----------------- | ----------------- |
| 1   | Emmanuel Hanisch     | wikariusz apostolski Umtaty (Południowa Afryka) | 13 kwietnia 1937  | 28 lutego 1940    |
| 2   | Eliseu Van de Weijer | biskup-prałat Paracatu (Brazylia)               | 25 maja 1940      | 25 stycznia 1966  |
| 3   | Ramón Salas Valdés   | biskup-prałat Arica (Chile)                     | 5 grudnia 1966    | 17 listopada 1977 |
| 4   | Luiz Colussi         | biskup pomocniczy Londriny (Brazylia)           | 3 stycznia 1978   | 28 marca 1980     |
| 5   | Paul Consbruch       | biskup pomocniczy Paderborn (Niemcy)            | 15 listopada 1980 | 2 lutego 2012     |
| 6   | Daniel Miehm         | biskup pomocniczy Hamilton (Kanada)             | 20 lutego 2013    | 10 marca 2017     |
| 7   | Rolf Lohmann         | biskup pomocniczy Münster (Niemcy)              | 25 kwietnia 2017  |                   |